# NGC 404
NGC 404 је елиптична галаксија у сазвежђу Андромеда која се налази на NGC листи објеката дубоког неба.
Деклинација објекта је + 35° 43' 6" а ректасцензија 1h 9m 26,9s. Привидна величина (магнитуда) објекта NGC 404 износи 10,0 а фотографска магнитуда 11,0. Налази се на удаљености од 3,036 милиона парсека од Сунца. NGC 404 је још познат и под ознакама UGC 718, MCG 6-3-18, CGCG 520-20, IRAS 01066+3527, Mirach's ghost, PGC 4126.